# Пентапалладийдигаллий
Пентапалладийдигаллий — бинарное неорганическое соединение
палладия и галлия
с формулой Ga2Pd5,
кристаллы.

## Получение
- Сплавление стехиометрических количеств чистых веществ:

{\displaystyle {\mathsf {5Pd+2Ga\ {\xrightarrow {990^{o}C}}\ Ga_{2}Pd_{5}}}}

## Физические свойства
Пентапалладийдигаллий образует кристаллы
ромбической сингонии,
пространственная группа P nma,
параметры ячейки a = 0,5485 нм, b = 0,4083 нм, c = 1,8396 нм, Z = 4
.
Соединение образуется в результате конгруэнтного твёрдофазного превращения дипалладийгаллия при температуре 990 °C.

## Применение
- Компонент катализаторов[5].